# Gaius Julius Caesar (praetor 92 f.Kr.)
Gaius Julius Caesar, född cirka 140 f.Kr. död 85 f.Kr., var en romersk senator. Han var svåger till Gaius Marius och far till Gaius Julius Caesar, senare diktator av Rom.
Gaius Julius Caesar var gift med Aurelia Cotta. De fick två döttrar, båda enligt praxis i Rom på den tiden uppkallade Julia, samt en son; Julius Caesar, född 100 f.Kr. Han var bror till Sextus Julius Caesar, konsul 91 f.Kr.. Gaius Julius Caesar själv var praetor 92 f.Kr.. 
Gaius Julius Caesar dog plötsligt 85 f.Kr. medan han tog på sig skorna. Möjligtvis dog hans far på samma sätt i Pisae. Huvuddelen av hans egendomar ärvdes av Julius Caesar, men egendomarna konfiskerades av Lucius Cornelius Sulla under dennes diktatur.